# Borland Graphics Interface
Borland Graphic Interface (anche detta BGI) è una libreria grafica in bundle contenente differenti compilatori Borland per DOS a partire dal 1987.
Questa è utilizzata per fornire graficamente diversi prodotti borland che usufruiscono di tale interfaccia, questa libreria carica prodotti con estensioni BGI(driver grafici) e CHR(caratteri vettoriali) dal disco rigido per rendere il dispositivo autonomo ed indipendente e capace di supportare la grafica da sé.
L'ultimo IDE C++ di Borland per DOS è stato C++ 3.1 del 1992 invece l'ultimo capace di supportare BGI è stato Borland C++ 5.02 del 1997 compatibile con Windows ma eseguibile solo su DOS. Il BGI è meno potente rispetto alle librerie moderne come in grafica SDL o openGL poiché questo non era sviluppato per grafica 3D.

## BGI driver di terze parti
Data la fama di Borland, alcuni sviluppatori indipendenti hanno prodotto driver BGI per modalità video non-standard, schede video avanzate, plotter, stampanti, eccetera.
Nel 1994 la Jordan Hargraphix Software ha rilasciato driver SVGA BGI versione 5.5 come ATI, schede Cirrus Logic e schede compatibili VESA VBE. Alcuni bug di questi driver sono la mancanza del supporto d'allineamento dei byte in modalità VESA a colori reali e il bug di commutazione del banco di memoria video nel driver del mouse.

### Esempio
Il seguente programma, scritto per Borland Turbo C, inizializza la grafica e disegna 1000 linee casuali:
```
#include
 
<graphics.h>

#include
 
<conio.h>

int
 
main
 
(
int
 
argc
,
 
char
 
*
argv
[])

{

  
int
 
i
,
 
gd
 
=
 
DETECT
,
 
gm
;

  
initgraph
 
(
&
gd
,
 
&
gm
,
 
""
);

  
setbkcolor
 
(
BLACK
);

  
cleardevice
 
();

  
outtextxy
 
(
0
,
 
0
,
 
"Drawing 1000 lines..."
);

  
for
 
(
i
 
=
 
0
;
 
i
 
<
 
1000
;
 
i
++
)
 
{

    
setcolor
 
(
1
 
+
 
random
 
(
15
));

    
line
 
(
random
(
getmaxx
()),
 
random
(
getmaxy
()),

    
random
 
(
getmaxx
()),
 
random
(
getmaxy
())
 
);

  
}

  
getch
 
();

  
closegraph
 
();

  
return
 
0
;

}

```